# 1,9-Dibromnonan
1,9-Dibromnonan ist eine chemische Verbindung aus der Gruppe der aliphatischen, gesättigten Halogenkohlenwasserstoffe.

## Gewinnung und Darstellung
1,9-Dibromnonan kann durch Bromierung von 1,9-Nonandiol gewonnen werden.

## Eigenschaften
1,9-Dibromnonan ist eine hellgelbe Flüssigkeit. Das Molekül zeigt eine C2v-Symmetrie.

## Verwendung
1,9-Dibromnonan wird als Zwischenprodukt zur Herstellung anderer chemischer Verbindungen, wie zum Beispiel Flüssigkristallen, verwendet.